# 泰特文
泰特文是保加利亞中部洛維奇州泰特文市鎮的城镇及行政中心。這裡每年夏季都會舉行國際象棋的大會。是保加利亞最大的國際象棋賽事。该镇在历史文献中首次提及于1421年。

## 外部連結
- 泰特文市鎮官方网站 （页面存档备份，存于） （保加利亚文）